# Hrafnsfjörður

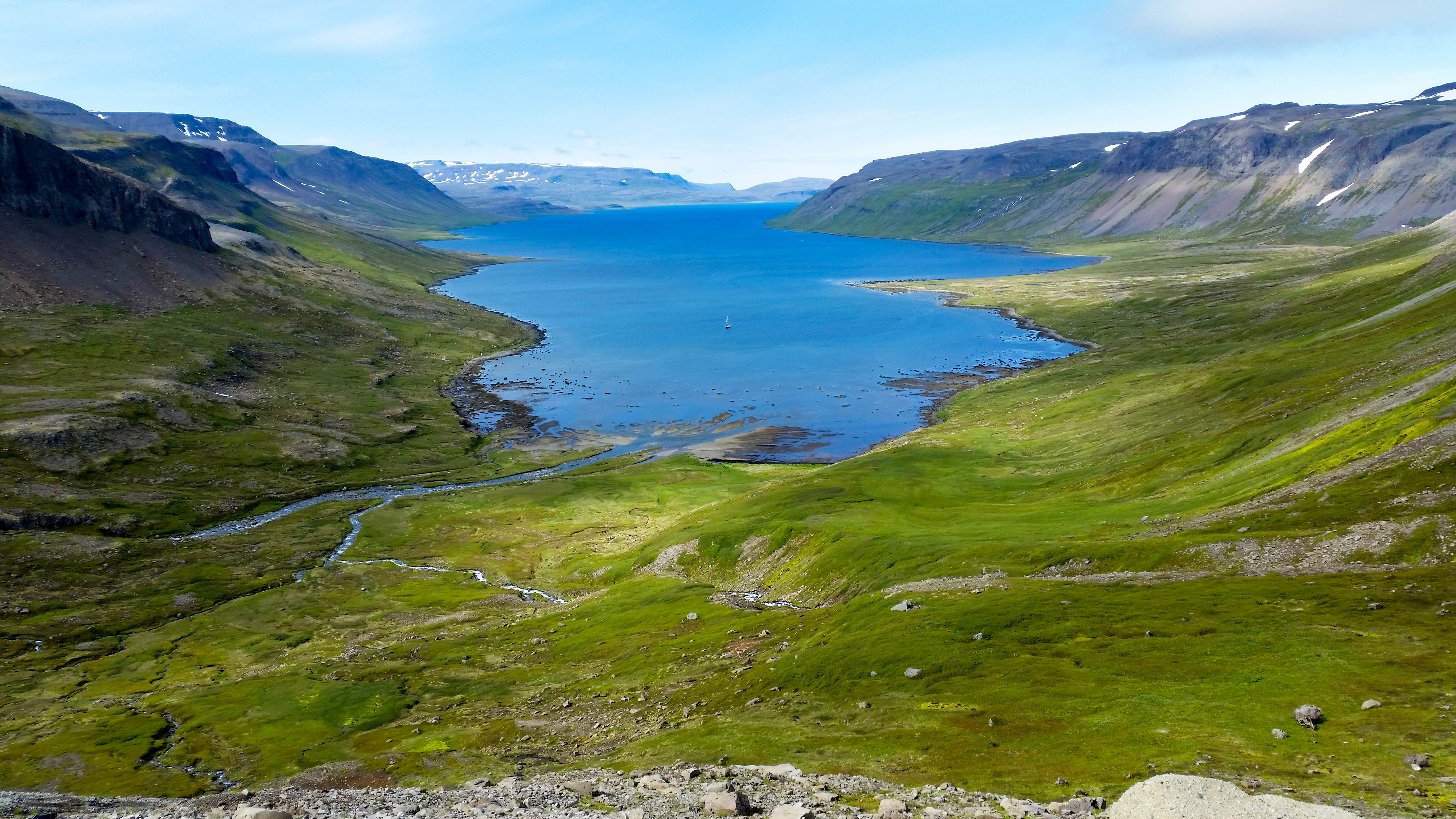
Hrafnsfjörður (2015)

Der Hrafnsfjörður (dt. Rabenfjord) ist ein Fjord in den  Westfjorden von Island.
Der Hrafnsfjörður ist der östlichste der Jökulfirðir, einer Gruppe von fünf Fjorden am Nordufer des Ísafjarðardjúp.
Er ist 2 km breit, reicht nach Osten 9 km ins Land und liegt knapp 5 km nördlich des Gletschers Drangajökull.
Etwa 6 km östlich vom inneren Ende des Fjordes liegt auf der anderen Seite eines Bergrückens an der Ostseite der Westfjorde der Furufjörður.
Nördlich der Landenge zwischen diesen beiden Fjorden liegt die Halbinsel Hornstrandir, der nördlichste Teil der Westfjorde. 
Die Ufer des Hrafnsfjörður sind heute unbewohnt und nicht durch Straßen oder Pisten erschlossen.
Es gibt einige wenige Höfe, darunter den Hof Hrafnfjarðareyri.
Hier soll Fjalla-Eyvindur mit seiner Frau Hella gewohnt haben.
Man kann noch einen Stein mit der Schrift „Hér liggur Fjalla-Eyvindur Jónsson“ (dt. Hier liegt ...) sehen.
Der Hof war bis 1943 bewohnt.